# 纳粹德国政府
纳粹德国政府为1933年至1945年期间德国的治权政府，遵循领袖原则，政府继承了魏瑪共和國政府政府结构，部门及大部分行政区划（部分行政区划因第二次世界大战期间的领土变更而改变）。尽管魏玛共和国宪法法理上仍对纳粹德国政府有效，并终结于1945年德國投降，魏玛宪法对德国政府在纳粹党上台后已不再具有实际约束性。纳粹德国政府及纳粹党执政后，在原先魏玛政府的基础上进行了政府部门的拓展和重组，建立了国家安全机构及党卫队以巩固政权，并将政府改革为党国体制。

## 元首负责制
1933年1月30日，魏玛德国总统兴登堡任命希特勒为德国总理。而后数月，纳粹党通过一体化运动迅速控制德国社会生活的每个方面，并将德国置于党国体制之下。所有民间组织的领导层均被纳粹党员或纳粹支持者所掌握；至1933年6月，德国境内唯二未被纳粹党实际掌控的社会组织和国家机构仅剩德国武装部队与教会；1939年，德国政府的所有机构工作人员均被要求拥有纳粹党员身份。希特勒通过“领袖原则”实现在德国的独裁统治，领袖原则要求所有下属对于上司的绝对服从，希特勒认为党政结构应当金字塔结构，其本人则是金字塔的绝对塔尖。另一方面，纳粹党内的排名则通过任命而非选举产生；党内任何等级的职位均需要上级进行直接任命。纳粹党亦对希特勒进行个人崇拜宣传，以加强德国民众对希特勒的绝对服从和拥护。
尽管德国高层官员直接向希特勒本人进行报告并且跟进其政策，但高层官员仍然拥有着可观的自主权。高层官员被要求“对元首负责，以元首对党的期望与目标主动执行政策及行动，让元首不必夜以继日的管理国家事务。”希特勒经常推迟作出决策或作出明确的委托，而是令党内高层进行相互斗争以巩固自身地位，该类活动在战前数年尤为明显。政府亦出现不互相合作和协调的情况，而是由党内高层官员所率领的各个政治派系互相争斗以获得政治权利及元首的欢心
。
德国政府则由纳粹高层官员控制并受迫从元首的演讲，谈话及作品中，将其对于政府政策的指导转入实际运行和立法。希特勒尤为不愿下达书面命令，转而通过与党内高层官员沟通或通过其助手马丁·鲍曼传达指令。他委托鲍曼管理其个人的文书，任命与个人财政；鲍曼则用其职位所便控制希特勒所能接受的信息与传达的指令。1938年后，希特勒再未召见他的内阁进行统一会议，并阻止他的部长和官员进行除他以外的独立会议。
希特勒的领导层经常给出相互矛盾的命令，而其受令的政府部门或办事官员则经常出现所令工作或任务超出其职责所在范围的情况，希特勒个人对此则采取“较能者执行”措施。通过这种方式，希特勒构树了党内与政府内的互不信任，相互竞争及内斗的常态以将其个人权力最大化。
这样的过程导致更多丧失道德与具有雄心的纳粹官员有办法通过实践希特勒思想中更为激进与极端的元素来获得元首的青睐，其中较为明显的即反犹主义在犹太大屠杀中的体现。而这些行为则被戈培尔的“有效宣传机器”所袒护，在戈培尔的宣传中，希特勒被塑造成一位英雄化且不可能失败的领袖；政府则被塑造为富有牺牲精神，恪尽职守和极为高效的形象。通过国家代理官制度法令，德国各邦与传统行政区划被大区系统所代替。
1941年6月后，随着第二次世界大战的扩大，希特勒开始介入军队指挥系统并将其个人的绝大部分时间花在东线的军队指挥部中。该情况导致希特勒愈发需要鲍曼来帮助其管理国内事务，1943年4月12日，希特勒正式任命鲍曼为元首个人秘书。此时鲍曼实际上已控制所有国内事务，此次任命则给予他在任何事务上的绝对行政权。
历史学上对纳粹德国政府的观点主要分为两派；“意向主义者”，认为希特勒创造互相斗争的系统仅在于保障其个人权力并保证下属的绝对忠诚与对他的奉献，认定纳粹政府的所有决策和决定均来自希特勒本人的授意；“结构主义者”，认为德国政府的内部系统一直在自我进化，并逐渐限制了希特勒的集权统治，认为纳粹政府的大部分决策和决定实际上来自纳粹党内高层顺应希特勒想法的情况下所做。

## 内阁和国务部门
- 纳粹党党务办公室（马丁·鲍曼）
- 帝国国务办公室（漢斯·拉默斯）
- 元首幕僚长（菲利普·布勒）
- 元首事务办公室（奥托·迈斯纳）
- 帝国内阁会议（康斯坦丁·馮·諾伊拉特）

## 帝国政府办公室
- 四年计划办公室（赫尔曼·戈林）
- 帝国青年事务办公室（巴爾杜爾·馮·席拉赫、阿图尔·阿克斯曼）
- 帝国财政部办公室（弗朗茨·克萨韦尔·施瓦茨（英语：Franz Xaver Schwarz））
- 帝国高速公路监察主任（弗里茲·托特）
- 帝国银行主席（亚尔马·沙赫特、瓦尔特·冯克）
- 帝国资产监察委员会（阿尔贝特·施佩尔）
- 运动首都顾问委员会（慕尼黑、巴伐利亚）

## 帝国政府部门
- 帝国外交部（康斯坦丁·馮·諾伊拉特、约阿希姆·冯·里宾特洛甫）
- 帝国内政部（威廉·弗里克、海因里希·希姆莱）
- 帝国公共启蒙和宣传部（约瑟夫·戈培尔）
- 帝国航空部（赫尔曼·戈林）
- 帝国财政部（魯茨·格拉夫·什未林·馮·科洛希克）
- 帝国司法部（弗朗茨·居特纳、弗朗茨·施勒格贝格尔（英语：Franz Schlegelberger）、奥托·蒂拉克（英语：Otto Thierack））
- 帝国经济部（亚尔马·沙赫特、赫尔曼·戈林、瓦尔特·冯克）
- 帝国养殖及农业部（里夏德·瓦尔特·达雷、赫伯特·巴克（英语：Herbert Backe））
- 帝国劳工部（弗朗茨·泽尔特（英语：Franz Seldte））
- 帝国科学，教育及文化产业部（英语：Reich Ministry of Science, Education and Culture）（伯恩哈德·鲁斯特）
- 帝国宗教事务部（汉斯·克尔（英语：Hanns Kerrl））
- 帝国交通运输部（英语：Reich Ministry of Transport）（尤利乌斯·多普米勒（英语：Julius Dorpmüller））
  - 帝国海洋导航委员会（卡尔·考夫曼）
- 帝国邮政部（威廉·奥内佐格（英语：Wilhelm Ohnesorge））
- 帝国武器，军需及装甲部（弗里茲·托特、阿尔贝特·施佩尔）
- 帝国不管部長（康斯坦丁·馮·諾伊拉特、漢斯·法郎克、亚尔马·沙赫特、阿圖爾·賽斯-英夸特、马丁·鲍曼）

## 帝国占领区部门
- 帝国东部占领区部（英语：Reich Ministry for the Occupied Eastern Territories）（阿爾弗雷德·羅森堡）
- 波蘭總督府（漢斯·法郎克）
- 帝国波希米亞和摩拉維亞保護國总督府（康斯坦丁·馮·諾伊拉特、威廉·弗利克）
  - 波西米亚和摩拉维亚代理总督（萊因哈德·海德里希、庫爾特·達呂格）
- 帝国法国军政府办公室（奥托·冯·施蒂尔普纳格尔、卡爾-海因利希·馮·史圖爾普納格）

## 立法机构
- 帝国议会
  - 帝国议会议长（赫尔曼·戈林）
- 帝国上议院（英语：Reichsrat (Germany)）（于1934年二月14日解散）

由于纳粹德国采用极权主义及党国体制制度，因此立法机构形同虚设。1933年德国启用《德国1933年授权法》后，德国政府及纳粹党即可绕开帝国议会施行任何法律及政策，法律及政策无需通过立法机构审议及立法，德国立法系统与魏玛宪法随之被架空。

## 司法系统
大部分魏玛德国的司法结构与司法条例在纳粹德国时期仍然适用，但与人权相关的法案随着纳粹党的执政被其出台的多条法案禁止。绝大多数反对派政治人物，宗教少数派及战俘在纳粹党执政期间被剥夺人权及义务。1933年后，德国提出Volksstrafgesetzbuch计划（犯罪与正义人民条例），但直至第二次世界大战结束也并未实际实施。
1934年，一种新型法院在纳粹德国的司法系统被建立起来，即人民法院 ，而该法院仅受理政治案件；从1934年至1944年9月，多达5375件死刑由该法院判决。
第二次世界大战结束后，人民法庭的多位法官被判处战争罪。

## 军事机构

納粹德國海軍军旗

德国国防军 - 帝国武装力量
最高统帅部 – 德国武装力量最高指挥部
最高统帅部武装力量总参谋长 - 陆军元帅 威廉·凱特爾
行动处主席 – 大将 阿爾弗雷德·約德爾
帝国陆军
陸軍總司令部 - 陆军最高指挥机构
陆军总司令
大将 维尔纳·冯·弗里奇 (1935年至1938年)
陆军元帅 瓦尔特·冯·布劳希奇 (1938年，1941年)
元首兼帝国总理 阿道夫·希特勒 (1941年至1945年)
陆军元帅 费迪南·舍尔纳 (1945年)
帝国海军
海军总司令部 – 海军最高指挥机构
海军总司令
海军元帅 埃里希·雷德尔 (1928-1943)
海军元帅 卡尔·邓尼茨 (1943-1945年)
海军上将 漢斯-格奧爾格·馮·弗里德堡 (1945年)
帝国空军
帝国空军总司令部 - 空军最高指挥机构
帝国空袭预警协会（空军协助机构）
空军总司令
帝国元帅 赫尔曼·戈林 (至1945年四月)
空军元帅 羅伯特·馮·格萊姆 (自1945年四月)
最高统帅部外事及防御局 - 军事情报机构
海军上将 康拉德·帕齐希 (1932至1935年中旬)
海军上将 威廉·卡纳里斯 (1935-1944)
党卫队 – 纳粹党军事组织

党卫队全国领袖 海因里希·希姆莱 (1929-1945)

## 准军事机构
- 冲锋队（SA）
- 党卫队（SS）
  - 一般党卫队
  - 骷髅总队
  - 武装党卫队
  - 日耳曼親衛隊
- 人民冲锋队
- 國家社會主義汽車軍團（NSKK）
- 国家社会主义飞行团（英语：National Socialist Flyers Corps）（NSFK）

## 国家警察系统
帝国国家安全总局（RSHA - 党卫队国家安全部）
主要领导人：萊因哈德·海德里希、恩斯特·卡爾滕布倫納
- 秩序警察（Orpo）（庫爾特·達呂格）
  - 护卫警察（英语：Schutzpolizei (Nazi Germany)）
  - 帝国憲兵
  - 德国地方宪兵（英语：Gemeindepolizei）
- 安全警察（SiPo）（萊因哈德·海德里希）
  - 盖世太保（莱因哈德·海德里希、海因里希·缪勒）
  - 刑事警察（英语：Kriminalpolizei）（阿图尔·内贝、费里德里希·潘青格（英语：Friedrich Panzinger））
- 黨衛军保安處（SD）（莱因哈德·海德里希、恩斯特·卡尔滕布伦纳）

## 政治组织
- 纳粹党 - 国家社会主义工人党（NSDAP）
- 纳粹党青年组织
  - 希特勒青年團 -（纳粹党少年与青少年组织）
  - 德國少女聯盟 - （纳粹党少女与青少女组织）
  - 德国少年团 - （纳粹党针对6-8岁孩童所设立的党组织）

## 公共设施部门
- 帝国铁路（德国国有铁路）
- 帝国邮政（英语：Reichspost）（德国邮政服务）
- 德意志红十字会（英语：Deutsches Rotes Kreuz）

## 宗教机构
- 德意志基督徒
- 新教国家教会

## 学术机构
- 国家社会主义德国大学教职工联盟
- 国家社会主义德国学生联盟